# ابراهیم کریزی
ابومحمد، ابراهیم کُرَیزی (؟ -۹۲۹م) (نسب: ابراهیم بن محمد بن عبدالله، قرشی عبشمی کریزی) فقیه و قاضی عراقی بود. در سال ۳۱۲ق به قضاوت مصر منصوب شد و یک سال و اندی در آن مقام بود. در حلب درگذشت. 